# Dietmar Franzisci
Dietmar Franzisci (* 25. Juni 1953 in Wolfsberg, Kärnten) ist ein Offizier im Ruhestand des Österreichischen Bundesheeres. Er war Leiter der Sektion II (Planung) im Bundesministerium für Landesverteidigung und Sport im Range eines Generalleutnants.

## Leben
Dietmar Franzisci wurde am 25. Juni 1953 in Wolfsberg geboren. Nach seinem Grundwehrdienst 1971 bis 1972 absolvierte er die Offiziersausbildung an der Theresianischen Militärakademie in Wiener Neustadt. Von 1975 bis 1982 war er Kommandant einer Jägerkompanie. Nach seiner Generalstabsausbildung an der Landesverteidigungsakademie in Wien von 1982 bis 1985 wurde er von 1985 bis 1991 G3 und stellvertretender Stabschef im Militärkommando Kärnten.
Danach wechselte er in das Bundesministerium und war mit der Referatsleitung in der Generalstabsabteilung betraut. 1995 wurde er G2 beim damaligen Korpskommando I in Graz. 1998 kam er wieder als stellvertretender Leiter der Abteilung Militärische Gesamtplanung ins Ministerium. Im Jahre 2000 wurde Dietmar Franzisci Leiter der Abteilung Militärstrategie und zwei Jahre später Leiter der Gruppe Konzeptplanung und stellvertretender Leiter der Bundesheerreformkommission.
Ab 2005 war er Chef des Stabes im Streitkräftekommando und seit 31. Jänner 2008 wurde er von Verteidigungsminister Norbert Darabos als Leiter der Sektion II (Planung) im Ministerium bestellt. Am 3. Juli 2013 folgte ihm Generalleutnant Franz Leitgeb in dieser Funktion und er ging in den Ruhestand.

## Sonstiges
Generalleutnant Franzisci ist verheiratet und hat drei Kinder.

## Auszeichnungen und Ehrenzeichen (Auszug)
- 1995: Goldenes Ehrenzeichen für Verdienste um die Republik Österreich[1]
- Einsatzmedaille des Österreichischen Bundesheeres
- Wehrdienstzeichen 1. Klasse
- Wehrdienstzeichen 2. Klasse
- Wehrdienstzeichen 3. Klasse
- Wehrdienstmedaille in Bronze
- Medaille der UNO